# Lingua proto-maleopolinesiaca
La Lingua Proto-Maleopolinesiaca  (codice linguistico internazionale: PMP) è la ricostruzione linguistica di quella che sarebbe stata la lingua ancestrale da cui sarebbero derivate tutte le lingue del gruppo maleopolinesiaco, ramo più importante (almeno per numero di persone che le parlano) della famiglia di Lingue austronesiane. Il Proto-Maleopolinesiaco è il progenitore di tutti i linguaggi parlati al di fuori di Taiwan, con la possibile eccezione della Lingue tai-kadai se si ipotizza che le Tai–Kadai discendano direttamente dal proto-austronesiano.(vedi Lingue austro-tai).